# 磁导率
在电磁学中，磁导率是一种材料对一个外加磁场线性反应的磁化程度。磁导率通常用希腊字母μ来表示。该形式由奥利弗·赫维赛德于1885年9月创造使用。
在国际单位制单位中，磁导率的单位是亨利每米（H m-1），或牛顿每安培的平方（N A-2）。常数值 {\displaystyle \mu _{0}} 为磁场常数或真空磁导率，并有明确定义 值{\displaystyle \mu _{0}} = 4π×10−7 N·A−2 (≈ 1.2566371×10−6 N·A−2)。

## 解释
电磁学中，辅助磁场（auxiliary magnetic field）H描绘了一个磁感应强度B在一个特定的媒介下，怎样影响磁偶极子团，包括偶极子的迁移和磁偶极子的重新定向。和磁导率的关系为：
{\displaystyle \mathbf {B} =\mu \mathbf {H} }
磁导率 μ 在各向同性介质中为一个标量，在各向异性的介质中为张量。
通常，磁导率不是一个常数，它可随在媒质中的位置，施加场的频率，湿度，温度，和其他一些参数而变化。在一个非线性介质中，磁导率取决于磁场的强度。磁导率作为频率的函数可以呈现实值也可以是複值。在铁磁性材料中，B和H的关系表现为非线性和迟滞性: B不是一个H的单值函数，但也同时取决于该材料的过去。对于这些材料有时考虑它的增加磁导率
{\displaystyle \Delta \mathbf {B} =\mu _{\Delta }\Delta \mathbf {H} .}
磁导率是每单位长度上的电感。在国际单位制中，导磁率单位是亨利每米（H m-1 = J/(A2·m) = N A-2）。辅助磁场H为每单位长度下的电流并且以安培每米（A m-1）的单位被测量。μH的乘积，因此是电感乘电流每单位面积（H·A/m2）。但是电感是每单位电流下的磁通量，所以该乘积也是每单位面积的磁通量。只有磁感应强度B，是以韦伯（伏特-秒）每平方米 (V·s/m2)为单位，或特斯拉（T）。
B与一个移动电荷q的洛伦兹力有关：
{\displaystyle \mathbf {F} =q(\mathbf {E} +\mathbf {v} \times \mathbf {B} )}。
电荷q单位是库仑（C），速率v是m/s，所以该力F以牛顿计算（N）：
{\displaystyle q\mathbf {v} \times \mathbf {B} ={\mbox{C}}\cdot {\dfrac {\mbox{m}}{\mbox{s}}}\cdot {\dfrac {{\mbox{V}}\cdot {\mbox{s}}}{{\mbox{m}}^{2}}}={\dfrac {{\mbox{C}}\cdot ({\mbox{J / C}})}{\mbox{m}}}={\dfrac {\mbox{J}}{\mbox{m}}}={\mbox{N}}}
H与磁偶极子的密度有关。一个磁偶极子是一个闭合的电流循环。其偶矩是电流乘以面积，单位为安培米平方（A·m2），并且其值等于线圈上的电流乘以圈数。 H与其相距的偶极子，H大小与偶极矩除以该距离的立方成比例关系，物理意义为每单位长度下的电流。

## 相对磁导率
相对磁导率，有时候被定义为符号μr，是特殊介质的磁导率和真空磁导率μ0的比值：
{\displaystyle \mu _{r}={\frac {\mu }{\mu _{0}}}.}
以相对磁导率的形式，磁化率为：
{\displaystyle \chi _{m}=\mu _{r}-1\,}
χm，一个无量纲的量，有时候被称为体积磁化率，以区别于χp (质量磁化率）和χM（摩尔或摩尔质量磁化率）。

## 複磁导率
複磁导率是处理高频磁效应的一个有用的工具

## 一些常见材料的参数
| 介质           | 磁化系数（χm）             | 磁导率（μ）                | 磁场      | 最大频率       |
| -------------- | -------------------------- | -------------------------- | --------- | -------------- |
| μ合金          | 20,000                     | 25,000 × 10-6 H/m          | 在0.002 T |                |
| 透磁合金       | 8000                       | 10,000 × 10-6 H/m          | 在0.002 T |                |
| 电炉钢         | 4000                       | 5000 × 10-6 H/m            | 在0.002 T |                |
| 铁氧体（镍锌） |                            | 20-800 × 10-6 H/m          |           | 100kHz ~ 1 MHz |
| 铁氧体（锰锌） |                            | >800 × 10-6 H/m            |           | 100kHz ~ 1 MHz |
| 钢             | 700                        | 875 × 10-6 H/m             | 在0.002 T |                |
| 镍             | 100                        | 125 × 10-6 H/m             | 在0.002 T |                |
| 铂             | 2.65 × 10−4                | 1.2569701 x10-6 H/m        |           |                |
| 铝             | 2.22 × 10−5                | 1.2566650 × 10-6 H/m       |           |                |
| 氢             | 8 × 10−9 or 2.2 × 10−9     | 1.2566371 × 10-6 H/m       |           |                |
| 真空           | 0                          | 1.2566371 × 10-6 H/m（μ0） |           |                |
| 蓝宝石         | −2.1 × 10−7                | 1.2566368 × 10-6 H/m       |           |                |
| 铜             | −6.4 × 10−6 or −9.2 × 10−6 | 1.2566290 × 10-6 H/m       |           |                |
| 水             | −8.0 × 10−6                | 1.2566270 × 10-6 H/m       |           |                |

一个好的磁芯必须有高的磁导率。
磁导率随磁场而变化。以上所列的值为近似值，并且仅在设定条件的磁场下。并且，它们的设定频率为0；实际中，磁导率通常是一个频率的函数。当频率被考虑进去，磁导率可为複數。
注意，磁常数{\displaystyle \mu _{0}}在国际单位制中，有个确定值，因为安培的定义规定了它的值为4π × 10−7 H/m。

### 超高磁导率材料
磁导率最高的材料是钴基非晶态磁性合金2714A，其高频退火磁导率为1,000,000（直流磁导率最大值（µ））。氢退火的（纯铁-N5级）可达到160,000（µ）的磁导率，但相对很昂贵。